# Bùi Quốc Oai
Bùi Quốc Oai (sinh năm 1969), là một tướng lĩnh Quân đội nhân dân Việt Nam, hàm Trung tướng. Ông hiện là Bí thư Đảng ủy, Chính ủy Cảnh sát biển Việt Nam.

## Thân thế và binh nghiệp
Ông sinh ngày 19 tháng 12 năm 1969. Quê quán: Vân Tảo, Thường Tín, TP.Hà Nội
Trước năm 2013: Thư ký Thượng tướng Ngô Xuân Lịch - Chủ nhiệm Tổng cục Chính trị Quân đội nhân dân Việt Nam.
Tháng 09/2013: Chính ủy Sư đoàn 312, Quân đoàn 1.
Tháng 10/2014: Phó Chủ nhiệm Chính trị Quân đoàn 1.
Tháng 05/2016: Trợ lý Đại tướng Ngô Xuân Lịch - Bộ trưởng Bộ Quốc phòng kiêm Phó Chánh Văn phòng Quân ủy Trung ương - Bộ Quốc phòng.
Ngày 4/5/2020: ông được Thủ tướng Nguyễn Xuân Phúc bổ nhiệm giữ chức vụ Chính ủy Cảnh sát biển Việt Nam.
Ngày 1/6/2020: ông chính thức nhận bàn giao nhiệm vụ Bí thư Đảng ủy, Chính ủy Cảnh sát biển Việt Nam.

## Lịch sử thụ phong quân hàm
| Cấp bậc | Thiếu tướng | Trung tướng |  |  |  |  |  |  |  |  |  |  |
|         |             |             |  |  |  |  |  |  |  |  |  |  |